# Rainier Fog
Rainier Fog (англ. Туман Рейніра) — шостий студійний альбом американського рок-гурту Alice in Chains, що вийшов 24 серпня 2018 року. Він став третьою роботою колективу з вокалістом Вільямом Дювалем, який замінив Лейна Стейлі, що помер у 2002 році.
Вперше за двадцять років для створення нової платівки гурт повернувся до Сіетлу — до тієї ж студії, де в 1995 році записувався лонгплей Alice In Chains. Продюсером став Нік Раскулінець, який працював над двома попередніми альбомами колективу. Крім Сіетла, запис проходив у Лос-Анджелесі, Пасадіні та Франкліні, штат Теннессі, з червня 2017 по січень 2018 року.
Перебуваючи під враженням від повернення на батьківщину, а також згадуючи про втрати, які зазнала гранж-сцена за останні роки, музиканти вирішили присвятити новий альбом Сіетлу. Назва була обрана на честь стратовулкана Рейнір, найбільшої гори штату Вашингтон, що знаходиться неподалік цього міста. Гурт спробував повернутися до своїх металевих джерел, поєднуючи традиційне хард-рокове та хеві-металеве звучання, елементи дум-металу та сладж-металу, а також акустичні рок-балади. На противагу похмурим і приреченим текстам періоду Лейна Стейлі, нові пісні мали оптимістичніший і життєрадісніший характер.
Rainier Fog дебютував на 12 місці в американському хіт-параді Billboard 200 і піднявся на вершину чартів рок-музики, хард-року та альтернативного року. Alice in Chains були вдев'яте номіновані на «Греммі», а Rainier Fog був визнаний найкращим альбомом альтернативного року 2018 року за версією онлайн-журналу Metal Storm. Думки музичних критиків щодо платівки розділилися: частина оглядачів позитивно зустріли чергову роботу гранжових виконавців, проте інші звинувачували Alice in Chains в одноманітності, відсутності свіжих ідей та яскравих хітів, характерних для минулої творчості гурту.

## Повернення до витоків
Сіетлська рок-група Alice in Chains була одним з тих колективів, які перебували в певний проміжок часу на межі розпаду у зв'язку з трагічними обставинами: подібно до AC/DC (що втратили одного з кращих фронтменів в історії рок-музики), Lynyrd Skynyrd (які втратили третину складу внаслідок авіакатастрофи) або New Order (заснованої колишніми учасниками Joy Division після самогубства вокаліста), Alice in Chains пережили свою власну трагедію, що поставила під сумнів подальше існування. 2002 року, після шести років відокремленого перебування у власному кондомініумі, від передозування наркотиків помер вокаліст та співзасновник групи Лейн Стейлі. Протягом першої половини 1990-х років — періоду, який пізніше будуть називати «ерою Стейлі», — музиканти випустили три повноформатні альбоми та два акустичні мінідиски, ставши невіддільною частиною гранжової експансії та зробивши «саунд Сіетла» відомим у всьому світі. 2006 року в історії Alice in Chains розпочався новий розділ. Прихід вокаліста Вільяма Дюваля спричинив спочатку відновлення концертної діяльності гурту, а потім — випуск нового матеріалу. «Ера Дюваля» почалася з камбек-альбому Black Gives Way to Blue, що вийшов у 2009 році, і продовжилася лонгплеєм The Devil Put Dinosaurs Here, який побачив світ ще через чотири роки.
На початку 2017 року Alice in Chains розпочали підготовку до запису чергового студійного альбому, третього у новому складі. В інтерв'ю виданню Good Celebrity 1 травня того ж року гітарист Джеррі Кантрелл повідомив, що через місяць музиканти збираються повернутися на батьківщину до Сіетлу і там розпочати роботу над платівкою. Новий лонгплей мав стати шостим для Alice in Chains та третім диском із Вільямом Дювалем. Попередній альбом The Devil Put Dinosaurs Here вийшов у 2013 році та став суттєвим успіхом для гурту, дебютувавши в американському хіт-параді Billboard 200 з другого місця. За перший тиждень було продано 62 тисячі екземплярів, а сингли «Hollow» і «Stone» очолили чарти рок-радіостанцій.
У червні 2017 року бас-гітарист Майк Айнез повідомив, що місцем запису нової платівки стане сіетлська студія Studio X, раніше відома під назвою Bad Animals, що належала групі Heart. Саме тут Alice in Chains записали свій останній студійний альбом з Лейном Стейлі в 1995 році. Ідея повернутися на батьківщину гранжа належала Шону Кінні: барабанщик проживав у Сіетлі, тоді як його колеги Джеррі Кантрелл і Майк Айнез — у Лос-Анджелесі, і йому просто набридло постійно літати до Лос-Анджелеса для запису.

## Творчий процес

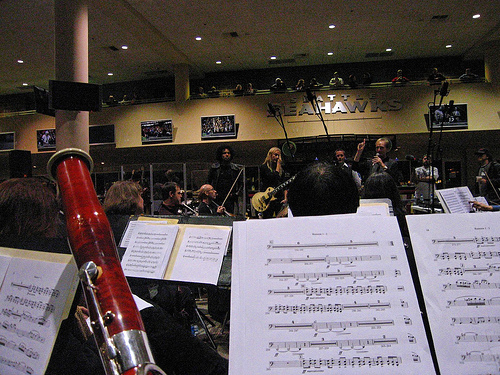
Джеррі Кантрелл не володів вільно нотною грамотою, але коли це було потрібно, міг пояснити свої ідеї класичним музикантам та зіграти партії на гітарі.

На відміну від перших студійних записів гурту, що виходили на початку 1990-х років з періодичністю в один-два роки, після повернення Alice in Chains у 2006 році темп випуску альбомів впав. Кантрелл зізнавався, що з віком видавати їх ставало все складніше: він прагнув відповідати високим стандартам і не поспішав приступати до роботи, доки не набереться досить якісного матеріалу. Між першим та другим альбомами після повернення Alice in Chains минуло чотири роки — з 2009 по 2013, а між другим та третім — цілих п'ять. За словами Кантрелла, такий п'ятирічний цикл став для колективу оптимальним. Музиканти провели пару років, виступаючи зі старими піснями, а потім витратили ще стільки часу на написання, підготовку та запис нових.
В основі всіх пісень Alice in Chains лежали гітарні рифи. Учасники гурту поступово накопичували музичні ідеї, зберігаючи їх на мобільний телефон або настільний комп'ютер, навіть перебуваючи на гастролях. Суттєва частина творчого процесу була заснована на інтуїції Джеррі Кантрелла: гітарист, який є творчим «двигуном» групи, не мав музичної освіти та не міркував у термінах тональностей чи інтервалів, повністю покладаючись на свій слух та особистий смак. Його соло створювали враження імпровізації, хоча насправді були ретельно продумані наперед. Гітаристу бракувало теоретичної підготовки для гри експромтом, тому він перебирав різні мелодії задовго до приходу в студію і заздалегідь вибирав найкращу. Крім того, він прагнув створювати сольні партії такими, щоб їх можна було наспівувати, тому процес роботи над ними був схожий на створення вокальних партій. Кантрелл проводив багато часу, обробляючи найрізноманітніші ідеї, з яких збирав докупи ті, що резонували із загальним настроєм пісні та ставали її важливим елементом, а не просто демонстрацією виконавської майстерності.
Тексти пісень з'являлися пізніше, коли музика була практично готова, спочатку у вигляді безсловесних вокальних партій поверх інструментальних і лише після втілюючись у конкретні рядки. Джеррі Кантрелл, автор більшості текстів, зізнавався, що їх написання викликало у нього всі більші труднощі: за довгі роки він вже торкнувся багатьох особистих тем, розповідаючи про свої дитячі страхи («Them Bones»), про батька («Rooster»), брата («Brother») або про колишню дівчину («Down in the Hole»), і знаходити нові ставало все складніше. А все-таки гітарист писав про те, що продовжувало його дратувати чи викликати сильні емоції, описуючи як власний досвід, так і те, що відбувалося зі знайомими. Майк Айнез пояснював, що після випуску пісень авторів уже не стосувалося те, що саме слухачі почують в них: «Тепер це не наш запис, це ваш запис». Кантрелл додавав, що так само слухач не повинен турбуватися про те, як саме з'явилися ці пісні. Фірмові вокальні гармонії, якими славилися Alice in Chains, записувалися в останню чергу.

## Робота у студії
Alice in Chains:
- Вільям Дюваль — вокал, гітари,
- Джеррі Кантрелл — вокал, гітари,
- Майк Айнез — бас-гітара,
- Шон Кінні — барабани.

Запрошені музиканти:
- Кріс Дегармо — акустична гітара.

Технічний персонал:
- Нік Раскулінець — продюсер,
- Пол Фігероа — звукорежисер,
- Джо Баррезі — мікшування,
- Райан Кларк — оформлення диска,
- Дейв Коллінз — мастеринг,
- Скотт Дакроден — фотографія групи,
- Натан Ярборо — звукорежисер,
- Стів Олмон — звукорежисер [8]

Продюсером нового альбому, як і двох попередніх, став Нік Раскулінець, а звукорежисером — Пол Фігероа. Музиканти вирішили продовжити співпрацю з Раскулінцем, високо оцінюючи рівень порозуміння, що склався між ним та групою під час попередніх двох записів. «Він схожий на того пацана, з яким ти курив траву в спальні в сьомому класі, слухав пісні Rush і намагався зрозуміти, як навчитися їх грати», — жартував Джеррі Кантрелл. Водночас в Alice in Chains закінчився контракт з Universal Music Group, тому, як і у випадку з Black Gives Way to Blue, музиканти планували фінансувати альбом самостійно, тим часом підшукуючи партнерський лейбл для його випуску. Зведенням займався Джо Баррезі, відомий по роботі з Tool і Queens of the Stone Age. Він замінив Ренді Стауба, який працював над двома попередніми записами. За словами Кантрелла, це позначилося на кінцевому результаті: замість щільного та рокового звучання платівка стала розслабленішою та музичнішою.
Робота над альбомом велася з червня 2017 по січень 2018 року. Більшість базових треків була записана в сіетлській Studio X влітку 2017 року. Після цього Дюваль і Кантрелл вирушили до Франкліна (штат Теннессі), де провели два місяці в студійному приміщенні Ніка Раскулінець, записуючи вокальні партії та гітарні соло; до них ненадовго приєднався Шон Кінні. Коли робота наближалася до кінця, Кантрелл взяв тижневу відпустку, щоб відсвяткувати день народження Семмі Хагара в Кабо-Сан-Лукасі (Мексика). Під час поїздки він отруївся, а подальше лікування погіршило стан гітариста, тому йому довелося відновлюватися півтора місяця. Свої партії Кантрелл закінчував у своїй домашній студії Casa de Cantrell у Лос-Анджелесі, куди запросив звукорежисера Пола Фігероа. Завершувалась робота в голлівудській студії Henson Studios, де Alice in Chains створювали попередню платівку, — тут музиканти провели десять днів. Крім того, невеликий фрагмент пісні «Deaf Ears Blind Eyes» з використанням слайд-гітари був виконаний у студії звукорежисера Джо Баррезі JHOC в Пасадіні. Таким чином альбом записувався в п'яти різних місцях.
Під час роботи використовувалося аналогове обладнання, що було нормою для періоду розквіту гранжової сцени, проте наприкінці 2010-х було скоріше винятком. Сіетлська Studio X переважно використовувалася для запису класичних оркестрових творів, а також саундтреків до фільмів та комп'ютерних ігор, а рок-гурти були у ній рідкісними гостями. Аналогічна ситуація склалася в лос-анджелеської студії Henson, де широко популярні раніше професійні котушкові магнітофони Studer просто припадали пилом в коридорах. З іншого боку, за сучасними тенденціями, музиканти прагнули знайти потрібний баланс цифрового та аналогового обладнання, визнаючи, що Pro Tools та інші програми для звукозапису значно прискорювали створення музики.
Одним із запрошених виконавців, які взяли участь у записі, став колишній гітарист рок-гурту Queensrÿche Кріс Дегармо. Музикант жив у Сіетлі та зрідка навідувався до студії до своїх старих друзів. Джеррі Кантрелл неодноразово пропонував Дегармо зіграти на одній із пісень, але той чемно відмовлявся. Влучний момент виник під час роботи над піснею «Drone», де Кантреллу ніяк не вдавалося зіграти складний «павучий акорд», при якому пальці розташовувалися широко на грифі. Свого часу Queensrÿche були відомі використанням подібних розширених акордів, тому Кантрелл запропонував Дегармо спробувати свої сили. Запрошеному гітаристу знадобилося близько години чи двох, щоб вивчити партію та бездоганно її виконати. Свій слід на альбомі залишив ще один сіетлський музикант, бас-гітарист Guns N' Roses Дафф Маккаган. Він допомагав Кантреллу записати демоверсію пісні «Rainier Fog» в домашній студії останнього в Лос-Анджелесі. Маккагана так вразив басовий риф, що він переконував Кантрелла випустити цю пісню як перший сингл, коли до неї ще не був написаний текст.

## Вибір гітар, підсилювачів та ефектів

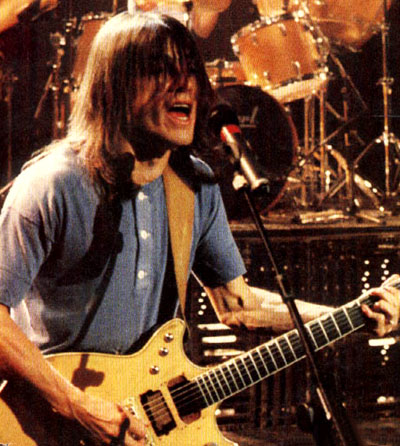
Малькольм Янг зі своєю іменною гітарою Gretsch.

Джеррі Кантрелл використовував здебільшого те саме обладнання, що й на попередніх альбомах. Він був переконаний, що стабільний набір інструментів дозволяв групі звучати схоже на себе. Його основними інструментами залишалися G&amp;L Rampage та Gibson Les Paul. Серед нових гітар, не залучених раніше, виділялася репліка іменної моделі Малькольма Янґа Gretsch. Бувши великим фанатом AC/DC, Кантрелл завжди мріяв спробувати цей інструмент, який своєю простотою і невибагливістю нагадував йому власну G&L Rampage або модель Едді Ван Галена. На Rainier Fog ця «аскетична» гітара, що містить лише один гамбакер і регулятор гучності, звучала в піснях «Fly» та «Maybe». На альбомі можна також почути акустичну гітару Кріса Корнелла, яку до студії принесла сестра покійного вокаліста Soundgarden.
Основним підсилювачем Кантрелла стала іменна модель Friedman JJ, сконструйована спеціально для нього Дейвом Фрідманом. Крім двох 100-ватних підсилювачів та акустичних систем Friedman, гітарист застосовував набір обладнання, що став стандартним за останні кілька років: підсилювачі Bogner та Marshall для важкого звучання, а також Fender та Vox AC30 для отримання чистого звуку. Серед екзотичної апаратури виділявся підсилювач, виготовлений із сигарної коробки, куплений Ніком Раскулінцем на місцевому ринку Пайк-плейс-маркет за 150 доларів. Він використовувався на трьох-чотирьох піснях у поєднанні з баритон-гітарою. Наприклад, на важкій частині композиції «Drone» він створював брудне, «гавкуче» звучання. «Це не те що ти обов'язково помітиш на записі, але якщо його прибрати — миттєво відчувається, що чогось бракує», — пояснював Кантрелл. Компанія Dunlop випустила для нього сигнатурну модель «квакушки» Cry Baby, яка звучала похмуріше і більш хрипко, ніж стандартна. Крім неї, гітарист активно використав ефект Dunlop Rotovibe, а на пісні «All I Am» долучив цілий набір додаткових педалей, включаючи процесор Axe-Fx.

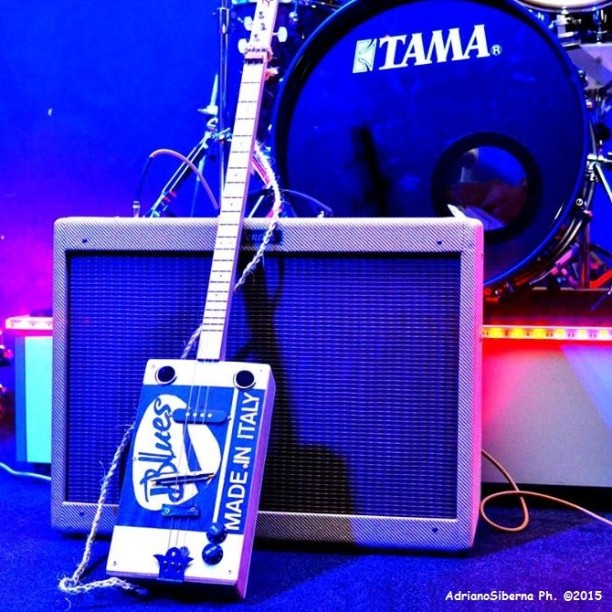
Дешеві гітари, створені з сигарних коробок, набули поширення наприкінці 1850-х років на Півдні США

Вільям Дюваль використовував вже перевірений «сонячний» Les Paul 1960 випуску, а також цілий набір інструментів Framus, що стали для Дюваля основними. Протягом багатьох років він працював з компанією-виробником над створенням інструменту, який замінив би його основний Les Paul і поєднував би елементи моделей Standard і Custom. В результаті з'явилася іменна модель гітари Framus Talisman, з корпусом із червоного дерева та кленовою накладкою на гриф. Інструменти були забезпечені звукознімачами Seymour Duncan, але у два екземпляри були вбудовані репліки звукознімачів PAF, схожі на ті, що використовувалися в «Лес Полах» 50-х років.
Дюваль застосовував набір підсилювачів, випробуваний під час попередніх сесій з Раскулінцем: 60-ватні Laney Klipp сріблястого кольору, Rockerverb 200 від Orange, кілька апаратів Marshall (Plexi та JCM). Крім того, гітарист вперше використав прототип підсилювача, зробленого для нього Джорджем Метрополусом, що отримав назву DVL-1. Він був оснований на лампі EL34 і представляв чотири різні режими, що емулюють типове звучання різних років: 1965 — перший підсилювач Marschall JTM45; 1966 — перший стоватний підсилювач Marschall, що дає блюз-рокове звучання ранніх Cream або Джимі Гендрікса; 1968 — Plexi Marschall, на якому Едді Ван Гален записував перші шість альбомів Van Halen; нарешті, режим Mod, що дозволяє отримати фірмовий звук Alice in Chains, суміш Ангуса Янга та Піта Таунсенда. Що ж до педалей ефектів, Дюваль прагнув використовувати їх лише у крайньому разі, більше покладаючись на підсилювачі.

## Фірмовий стиль Alice in Chains
За кілька десятиліть існування Alice in Chains виробили свій власний стиль, що знаходився на стику одразу кількох музичних напрямків. Попри місце та час появи гурту, їхню музику неправильно було б називати «гранжем». Джеррі Кантрелл всіляко відхрещувався від цього ярлика, нагадуючи про те, що група стала відомою в Сіетлі за рік до вибуху інтересу до місцевої сцени: «Я не чую нічого спільного в Nirvana, Mudhoney, Soundgarden, Screaming Trees, Alice in Chains, Pearl Jam. Єдина схожість — це все рок-групи». Гітарист вважав важливішим йти своїм шляхом і шукати власну індивідуальність. Alice in Chains завжди були «найметалевішими» з гранжових колективів і у своїй творчості, в тому числі на новому альбомі, робили ставку на свої сильні сторони — поєднання гучних гітар та вокальних гармоній. У важких композиціях час від часу відчувався вплив Slayer, тоді як мелодійніші поєднували в собі риси The Beatles і Guns N' Roses.

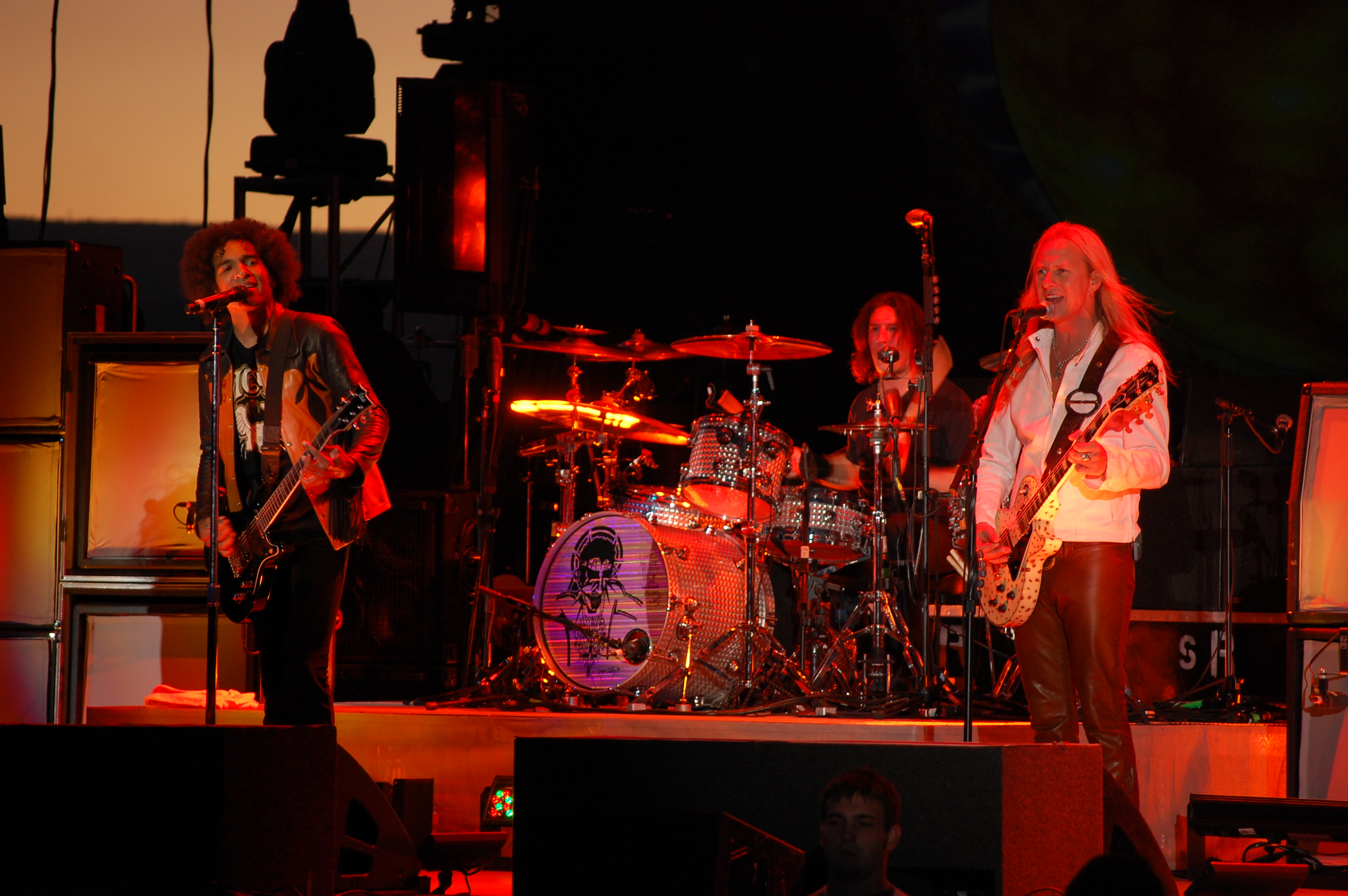
З приходом Вільяма Дюваля Alice in Chains отримали нагоду виконувати на концертах дві гітарні партії максимально близько до студійного оригіналу.

Rainier Fog став черговим альбомом, який демонстрував взаємодію двох гітаристів — Джеррі Кантрелла та Вільяма Дюваля. Кантрелл завжди писав партії для двох інструментів, бувши натхненний групами, де були присутні два гітаристи, — AC/DC, Judas Priest, Iron Maiden. Попри це, попередній вокаліст Лейн Стейлі на концертах брав у руки гітару лише у виняткових випадках (прикладом є пісні «Angry Chair» і «Hate To Feel» з Dirt). Лише після приходу Дюваля Alice in Chains отримали змогу збагатити своє звучання під час живих виступів, повноцінно використовуючи другу гітару. Крім того, Дюваль додав до репертуару групи кілька пісень, рифи до яких придумав самостійно. Музичні особливості, характерні для попередніх альбомів, відбилися і на новій платівці. Так, у кожному з лонгплеїв був присутній гітарний риф з бендом на басових струнах: на дебютній платівці такою піснею була «It Ain't Like That», на останніх двох — «Stone» і «Check My Brain». Цього разу такий риф написав не Кантрелл, а Дюваль, включивши до своєї композиції «So Far Under». Іншим фірмовим елементом, що зустрічається на Rainier Fog, було активне використання акустичних гітар та їх контраст з важким «металевим» звучанням, який група застосовувала починаючи з мініальбому Sap (1992), що вийшов слідом за успішним Facelift (1990).
З одного боку, прихильність до власного стилю дозволяла зберегти впізнаване звучання. З іншого, після трьох альбомів, що вийшли у новому складі, та понад десяти років разом музиканти відчували себе надто комфортно, що не найкращим чином позначалося на новому матеріалі. Rainier Fog видався одноманітнішим та більш середньотемповим, ніж навіть попередні дві платівки, з рідкісними сплесками енергії («Never Fade»). Деякі пісні, наприклад, семихвилинна акустична «All I Am» або блюзова «Drone», виглядали відверто затягнутими. Група залишалася в зоні комфорту, експлуатуючи перевірені ходи, але при цьому не пропонуючи слухачеві хітів, що запам'ятовуються, подібних нещодавнім «Check My Brain» і «Black Gives Way to Blue».

## Еволюція музичного стилю
Попри прагнення зберегти особливості музичного стилю, за який відповідав Джеррі Кантрелл, творчість гурту все ж таки досить сильно еволюціонувала у порівнянні з початком 1990-х. Крім компонентів «брудного» гранжового саунду, альбом збагатився елементами дум-металу та сладж-металу, що стали невіднятною частиною звучання Alice in Chains після повернення на сцену. Крім того, на ньому відчувалася більша різноманітність стилів та впливів інших виконавців. Якщо на зорі кар'єри Alice in Chains категорично називали «новими Black Sabbath» або «себетовсько-зепеліновським бульдозером», то тепер Кантрелл визнавав вплив Девіда Боуї з піснею «Fame» («The One You Know»), Jethro Tull з композицією «Locomotive Breath», AC/DC, Теда Ньюджента та «Strangehold», сатерн-рокових Lynyrd Skynyrd (наприкінці «Fly») і навіть рок-співака Едді Мані та його хіта «Shakin» (гітарна «хвиля» перед третім куплетом «Rainier Fog»). Хоча самим виходом Rainier Fog група заявляла про повернення до свого металевого коріння, нові аранжування були зрілішими й мелодійнішими та містили більше мажорних акордів. Позитивне ставлення до життя виявлялося не лише в музиці, а й у текстах, які втілювали оптимістичний погляд на речі. Якщо в ранній творчості переважали теми відчаю, залежності та ізоляції, то тепер музиканти з надією дивилися в майбутнє, радіючи самому факту власного існування і згадуючи багатьох колег, що не дожили до цього часу.

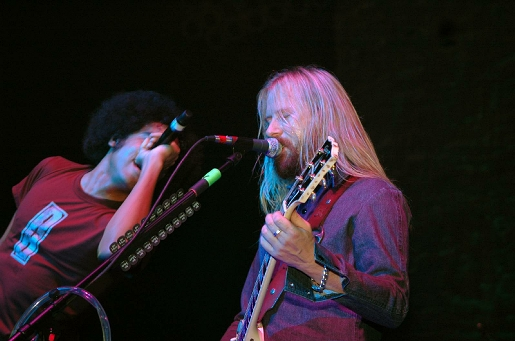
Основний «голос» Alice in Chains став подвійним, дозволивши групі уникнути необхідності вирішувати практично нездійсненне завдання, замінюючи Лейна Стейлі настільки ж характерним виконавцем.

Найбільші стилістичні зміни були пов'язані із заміною вокаліста. Якщо на ранніх альбомах вокальні партії в куплетах брали на себе спочатку Стейлі, а пізніше поперемінно Стейлі та Кантрелл, виступаючи дуетом головним чином у приспівах, то тепер вокальні гармонії Дюваля і Кантрелла вступали значно раніше замість провідного вокалу. Проте коли елемент новизни зник, до третього альбому на адресу вокалістів почало звучати дедалі більше критики. У журналі Rolling Stone нову платівку називали «монотонною», оскільки голоси Кантрелла і Дюваля явно програвали одному Стейлі та «вдвох не могли зробити для групи те, що Браян Джонсон зробив для AC/DC самотужки». На сайті Pitchfork Дюваля називали «блідою тінню» не тільки попереднього вокаліста, але й самого періоду Comes with the Fall. Його голос справді не був настільки яскравим і видатним, як у Стейлі, але й роль також змінилася — він не співав сольно, а допомагав Кантреллу, який узяв на себе обов'язки гітариста, автора та виконавця нових пісень. В той самий час, через бажання максимально використати свою «фішку» у вигляді вокальних гармоній, їх стало настільки багато, що іноді втрачалося відчуття індивідуальності, властиве кожному з пари Кантрелл-Дюваль. Їхні схожі по тембру голоси зливалися воєдино і ставали важкорозрізними.

## Тема Сіетла
Рішення про запис нового альбому в сіетлській студії спричинило цілу низку подій та спогадів, пов'язаних з рідним містом. Перебуваючи в Сіетлі, музиканти отримали можливість згадати своє минуле, все, що сталося з ними та колегами по сцені за багато років і обміркувати власне майбутнє. За свою історію Alice in Chains пережили низку хворобливих втрат: окрім Лейна Стейлі, який став жертвою пристрасті до наркотиків і загинув у 2002 році, у 2011 році від передозування помер перший бас-гітарист гурту Майк Старр. Частиною історії стали й інші місцеві музиканти, серед яких Курт Кобейн, а також загиблий за місяць до початку запису Кріс Корнелл; у 2015 році помер фронтмен Stone Temple Pilots Скотт Вейланд, який нехай і не був вихідцем із «Смарагдового міста», але нерозривно асоціювався із «саундом Сіетла». Фактично з когорти виконавців, котрі здобули популярність на хвилі «гранжеманії» на початку 1990-х, активними залишалися лише Alice in Chains та Pearl Jam. Учасники групи дивилися у майбутнє з оптимізмом та намагалися передати на платівці почуття гордості за рідне місто, яке зайняло важливе місце в історії рок-музики.

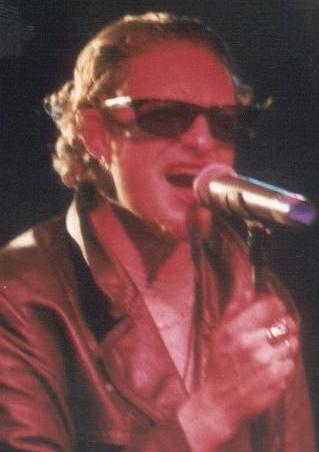
Лейн Стейлі1967—2002
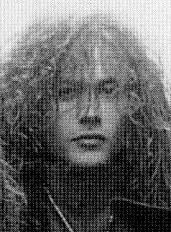
Майк Старр1966—2011
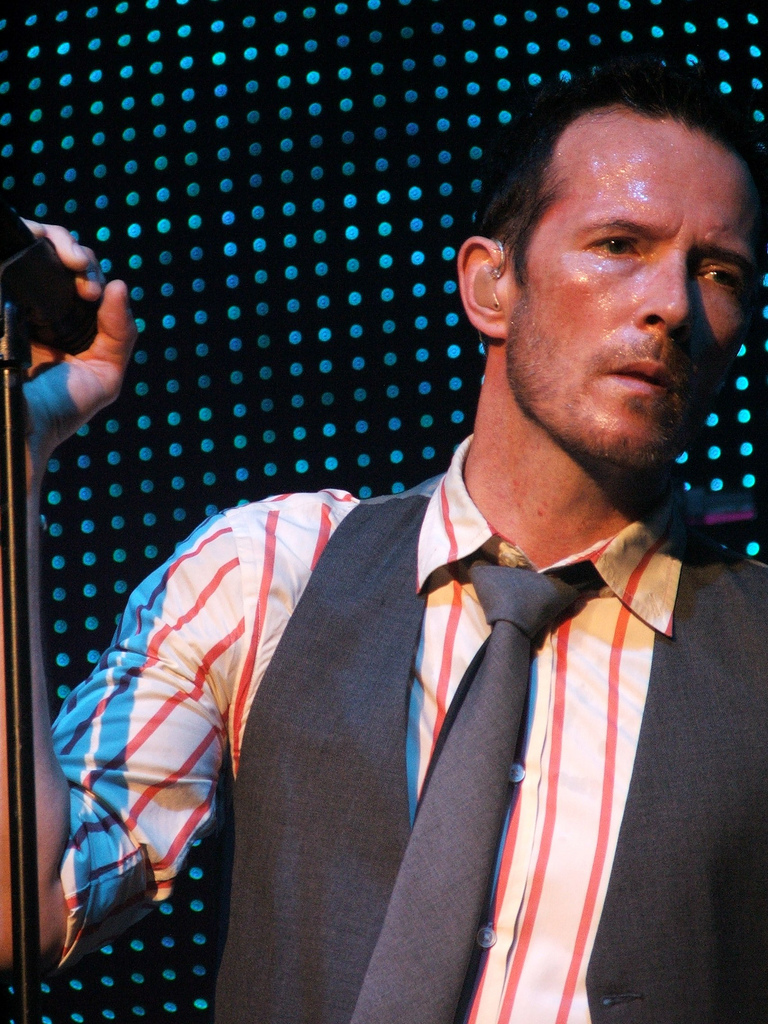
Скотт Вейланд1967—2015
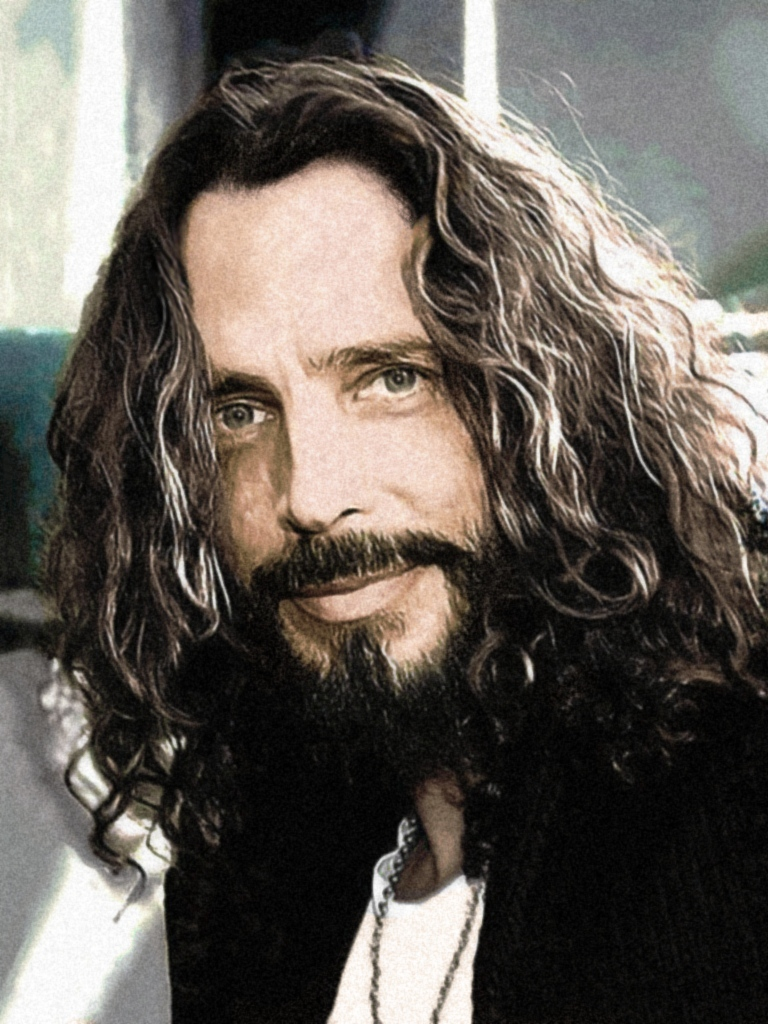
Кріс Корнелл1964—2017

Для Джеррі Кантрелла нова платівка стала приводом обернутись і оцінити власне життя. 1 липня 2018 року виповнювалося 15 років з того дня, як він припинив вживати наркотики. Говорячи про новий альбом, гітарист згадував безтурботні моменти юності, але визнавав, що в певний момент це ставало зовсім не весело. І хоча багато знайомих стали жертвою спокус, йому самому вдалося вижити. Кантрелл зазначав, що з прожитих п'ятдесяти двох років тридцять він провів у групі та продовжував створювати нову музику: «У житті ви проводите багато часу, намагаючись знайти свою сім'ю, і це не обов'язково буде кровна рідня. Я знайшов сім'ю. Ми досі займаємося цим [музикою] разом».

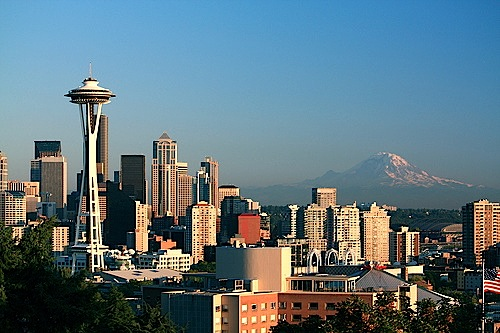
Даунтаун Сіетла з видом на гору Рейнір.

Ностальгічна атмосфера знайшла свій відбиток у нових текстах. Так, пісня «Rainier Fog» (англ. Туман Рейніра), що починається з фрази «Коли живеш минулим, то розумієш, що важко залишатися тверезим», відсилала до періоду розквіту гранжу. У цих словах відчувалася туга за періодом розквіту MTV, коли рок-гурти отримували можливість регулярно звучати на телебаченні й навіть очолювати американський хіт-парад, тоді як наприкінці 2010-х музична індустрія будувалася довкола попвиконавців. З іншого боку, група не зациклювалася на минулому, а проголошувала свою готовність дотримуватися сучасних правил гри. Кантрелл називав цю пісню омажем місцевій музичній сцені, «тому, звідки ми прийшли, хто ми є, всім тріумфам, трагедіям та прожитим життям». Вона була названа на честь гори Рейнір, стратовулкана, який знаходився за 59 миль від Сіетла і ніби нависав над містом. Ще однією композицією, натхненною перебуванням у Сіетлі, стала «Never Fade» (англ. Ніколи не зникай). Її оптимістичний приспів був написаний Кантреллом досить давно, але до нього довго не вдавалося додати куплет і приспів. В один із вечорів за справу взявся Дюваль, який розмірковував про минуле групи та своє місце в її історії. Гітарист неодноразово бував у Сіетлі раніше, але ніколи не проводив там більше як тиждень. Цього разу тривале перебування у місті збіглося з особистими емоційними факторами, такими як загибель Кріса Корнелла та смерть власної бабусі, яка дожила до 105 років. Під враженням від атмосфери Сіетлу і недавніх трагічних подій музикант написав відсутні слова, вкладаючи в них зовсім не той сенс, який спочатку мав на увазі Кантрелл. Таким чином, пісня повторила долю композиції «Rain When I Die» з альбому Dirt, складеної шляхом механічного злиття двох текстів авторства Кантрелла і Стейлі. Вона послужила прикладом лірики, що надихає і представляє елемент «виживання», який зустрічався у творчості Alice in Chains і раніше.

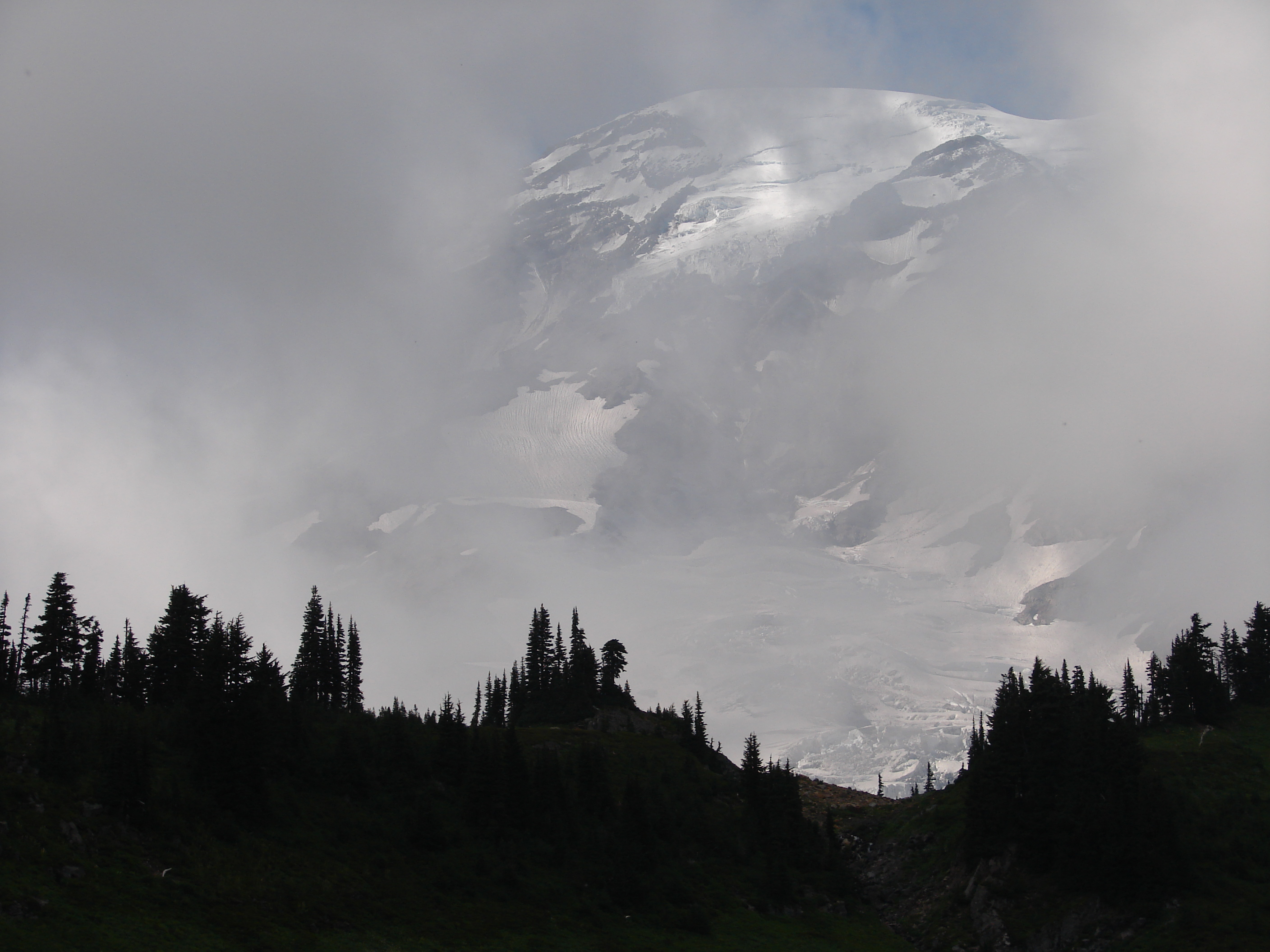
Туман біля підніжжя гори Рейнір.

Внаслідок цього центральною темою нової платівки став Сіетл. У процесі роботи було кілька «передбачень», які вказували на потрібний напрямок: ще під час демозапису в Лос-Анджелесі Кантреллу допомагав уродженець Сіетла Дафф Маккаган; група обрала місцеву студію; у записі взяв участь сіетлський музикант Кріс Дегармо; Пізніше народилася пісня, присвячена горі Рейнір, — все це не було заплановано, а складалося само собою. Саме тому, коли настав час вибирати назву альбому, «Туман Рейніра» ідеально відповідав атмосфері, що склалася.
Крім назви платівки, тема Сіетлу та місцевого туману лягла в основу дизайну її обкладинки та упаковування, яким керував Раян Кларк, співзасновник дизайн-студії Invisible Creature, яка працювала над оформленням попереднього диска The Devil Put Dinosaurs Here. Всередині квадратної чорної обкладинки був квадрат меншого розміру, складений з кількох чорно-білих символів, включаючи водну гладь і перевернутий краєвид з деревами. У центрі композиції знаходився трикутник, що містив виріз у вигляді ока, «зіниця» якого була схожа на сонце, а на тлі його спиною до глядача стояв світловолосий чоловік у куртці. Крім назви гурту та назви альбому, на обкладинці можна було побачити кілька перевернутих рядків, написаних від руки: «Я кинутий тут зовсім один, залишилося тільки знайти мене. Я чую твій голос серед хвиль, по яких ми каталися, і він відбивається луною в моїй голові» («Rainier Fog»). Обкладинка вінілового видання містила проріз у вигляді ока. На першій сторінці буклету була видна та сама фігура, що тепер стоїть у воді біля підніжжя гори. Під зображенням знаходився напис «Перечекати шторм, доки небо не проясниться для польоту» («Fly»). На останній сторінці знаходилися той самий пейзаж з прибережними горами та стилізоване зображення ока з обкладинки, з якого капали сльози.

## Структура альбому
До складу платівки увійшло десять композицій загальною тривалістю 53 хвилини, що робило Rainier Fog найкоротшим серед усіх лонгплеїв групи. Крім традиційних для Alice in Chains важких композицій, альбом містив три рок-балади: «Fly», «Deaf Ears Blind Eyes» і «All I Am». Стартова пісня «The One You Know» задавала тон всьому диску; інші повторювали її структуру, були схожими за тривалістю і розвивалися у такому ж середньому темпі. На тлі решти матеріалу виділялися швидша «Never Fade», а також «Drone» і «All I Am», що тривали близько семи хвилин замість звичайних для альбому п'яти. Підбір композицій викликав у музичних виданнях низку критичних відгуків: групу звинувачували у відсутності яскравих хітів і в тому, що пісні нібито зливались одна з одною, створюючи похмуру атмосферу.
| Список пісень | Список пісень          | Список пісень    | Список пісень          | Список пісень        | Список пісень |
| #             | Назва                  | Автор слів       | Автор музики           | Переклад             | Тривалість    |
| ------------- | ---------------------- | ---------------- | ---------------------- | -------------------- | ------------- |
| 1.            | «The One You Know»     | Кантрелл         | Кантрелл               | «Той, кого ти знаєш» | 4:49          |
| 2.            | «Rainier Fog»          | Кантрелл         | Кантрелл               | «Туман Рейніра»      | 5:01          |
| 3.            | «Red Giant»            | Кантрелл         | Кантрелл, Айнез, Кінні | «Червоний гігант»    | 5:25          |
| 4.            | «Fly»                  | Кантрелл         | Кантрелл, Кінниі       | «Летіти»             | 5:18          |
| 5.            | «Drone»                | Кантрелл         | Кантрелл, Айнез, Кінні | «Трутень»            | 6:30          |
| 6.            | «Deaf Ears Blind Eyes» | Кантрелл         | Кантрелл               | «Глухий та сліпий»   | 4:44          |
| 7.            | «Maybe»                | Кантрелл         | Кантрелл               | «Можливо»            | 5:36          |
| 8.            | «So Far Under»         | Дюваль           | Дюваль                 | «Так глибоко»        | 4:33          |
| 9.            | «Never Fade»           | Дюваль, Кантрелл | Кантрелл               | «Ніколи не зникай»   | 4:40          |
| 10.           | «All I Am»             | Кантрелл         | Кантрелл               | «Все, чим я є»       | 7:15          |

1. Альбом починався з напруженого рифу пісні «The One You Know», що вийшла як перший сингл. Джеррі Кантрелл називав її металевою версією фанкового хіта Девіда Боуї «Fame», що вийшов у 1975 році. На його думку, риф задавав потрібний настрій, змушуючи махати головою в такт музиці. Гітарист порівнював тривожну пульсацію з пронизливим звучанням скрипки зі сцени в душі в класичному фільмі жахів «Психо»: «Під час мікшування ми трохи погралися з цим рифом, щоб він звучав більш металево. Гостро. Він як лезо, яке може поранити до крові». Слідом за вступним дисонансним рифом йшов перехід до збалансованішого поєднання тяжкості, експресії та глибини. Пісня була типова для Alice in Chains і містила всі характерні риси: гітарні рифи, педаль wah-wah, соло в дусі Ван Галена і голоси вокалістів, що ідеально поєднуються. Фраза в приспіві — «Самозванець, я не той, кого ви знаєте» — могла бути адресована тим, хто не визнавав Alice in Chains без Лейна Стейлі. У приспіві звучали слова: "Чи не все одно, тут я ще чи ні? ", які критики сприйняли однозначно — як питання до слухача, чи цікавить його подальша доля Alice in Chains.
2. Друга композиція альбому — титульна «Rainier Fog» — віддавала шанобу сіетлській сцені кінця вісімдесятих. Своїм дзижким гітарним рифом і заводним темпом пісня більше нагадувала творчість Девіда Боуі, ніж Black Sabbath, у яких гурт черпав натхнення раніше. Вона була наповнена енергією панк-року і навіть глем-року, але також містила атмосферний бридж. Динаміка основної частини композиції нагадувала «Dam That River» з альбому Dirt.
3. Наступну пісню «Red Giant» на австралійському сайті The Music вважали схожою на ще один фрагмент класичного альбому Dirt. Композиція починалася зі зловісних вокальних гармоній і повільно розвивалася за ударними, які звучали оманливо просто, проте визначали динаміку пісні. Рифи носили блюзовий характер, а сама композиція звучала похмуро та меланхолійно. На сайті Pitchfork відзначили хвилеподібне звучання гітар та «антитрампівський» характер тексту.
4. Пісня «Fly» була рок-баладою, на якій гурт вперше на альбомі відмовився від дисторшну і виконав зразок власної творчості часів Sap та Jar of Flies. Вона переважно мала акустичний характер, але іноді поєднувала чистий та «перевантажений» гітарний звук, що було характерним для Alice in Chains. Незвичайними були аранжування і структура пісні: після першого куплету з'являвся несподіваний перехід на акустичній гітарі, що перетікав спочатку спокійне, а потім емоційніше соло, що перетікало в другий куплет. У журналі NME відзначили гітарне соло, «на яке в НАСА могли б наклеїти свій логотип та відправити в космос на пошук далеких галактик».
5. Басова партія Айнезу в «Drone» робила пісню однією з найбільш «себбетівських» на платівці. Вона починалася з «брудного» рифу, типового для Тоні Айоммі, на думку оглядача Spill Magazine, «що звучить так, ніби щось виповзає з каналізації під час шторму в Сіетлі». Куплет та приспів у виконанні дуету вокалістів супроводжувалися гітарними програшами Кантрелла. У середині композиції з'являвся бридж, що поєднував акустичні арпеджіо на дванадцятиструнній гітарі у виконанні Кріса Дегармо (Queensrÿche) з важкими пауер-акордами і плавно переходив у коротке співуче соло.
6. «Deaf Ears Blind Eyes» на думку критиків стала однією з найслабших композицій з альбому, нічим не виділяючись на тлі решти матеріалу. Ця балада була схожа на «Fly» та «All I Am» і нагадувала творчість американських рок-гуртів 1980-х років Enuff Z'Nuff та Cheap Trick.
7. Пісня «Maybe» містила «вкраплення чарівності The Beatles і рок-балад Guns N' Roses». Легка музика в приспіві контрастувала з похмурим текстом. Композиція стала однією з найнезвичайніших на платівці, нагадуючи AOR вісімдесятих років. У порівнянні з рештою творчості гурту, вона звучала легше і не була перевантажена гучними гітарними ефектами. Як і «Fly», «Maybe» запам'ятовувалася захопливим приспівом, який «так і проситься, щоб його поставили в автомобільній стереосистемі на заході сонця». Навіть з урахуванням звичного майстерного використання вокальних багатоголосся, взаємодія вокалістів у «Maybe» виглядала ще глибшою і яскравішою.
8. Пісня «So Far Under», вийшла як другий сингл, її написав Вільям Дюваль. Він придумав риф з гітарним бендом, а Кантрелл дублював його на октаву вище, активно використовуючи тремоло. Вибруюче звучання, що створювало відчуття «морської хвороби», було характерним для альбомів «нової ери» Alice in Chains; воно було представлено на «Check My Brain» (BGWTB), після чого отримало продовження на «Pretty Done» (TDPDH). Кульмінацією ставав приспів, що виділявся своїми низхідними акордами. За словами Дюваля, пісня була написана про людину, яка розлючена тим, що змушена протистояти більшим силам супротивника або абсолютно непереборним обставинам. «Брудне» гітарне соло у виконанні Дюваля перегукувалося з творчістю часів Facelift.
9. Ключова фраза пісні «Never Fade» — «Всі мої друзі йдуть» — була написана Дювалем о третій годині ночі під враженням від недавніх смертей Кріса Корнелла та власної бабусі. Рядок «Never far away I always see you» (англ. Ти ніколи від мене не віддаляєшся, я завжди тебе бачу) містив алюзію до сольної пісні Корнелла з аналогічною назвою — «Never Far Away». Подібно до титульної «Rainier Fog», ця композиція стала однією з найбільш «чіпляючих» і «солодких» у творчості групи. Її музичний стиль називали поєднанням Rage Against the Machine та Stone Temple Pilots. Крім того, в ній відчувався вплив глем-металу, властивого раннім Alice in Chains «догранжової» ери. Ця пісня стала однією з найшвидших у каталозі гурту, з нетиповим хард-роковим звучанням ритм-секції.
10. Платівка завершувалася епічною семихвилинною композицією «All I Am», в якій можна було почути вплив Aerosmith або Led Zeppelin. Текст був натхненний чином навченого досвідом боксера або солдата, який розглядає свої старі шрами, згадує свої перемоги й поразки та запитує: «Це все, чим я є?». На відміну від інших, життєрадісніших пісень, завершальна композиція звучала болючіше і похмуріше. Вона починалася зі зловісного куплету, що переходив в емоційно напружений і сповнений гнівом приспів. Складне аранжування містило елементи психоделічного попа та прогресивного року. Альбом закінчувався задумливим текстом: «І це все, чим я є? З огляду на все, що я можу?» У журналі Rolling Stone зазначали, що, попри сумний характер платівки, Кантреллу вдавалося передавати безрадісний настрій за допомогою гітари куди краще, ніж за допомогою похмурих текстів: «Чомусь риф на „So Far Under“ звучить важче, ніж текст „Ніхто не виживе в цій поїздці“, а гітарна лінія, що плаче на завершальній „All I Am“, похмуріша за фразу „Бачиш, я більше нічого не відчуваю“».

## Вихід альбому
3 травня 2018 року вийшли перший сингл та відеокліп «The One You Know». Джеррі Кантрелл назвав цю агресивну композицію металевою версією «Fame» Девіда Боуї і зізнався, що думав про недавно померлого британського рок-музиканта під час її написання. 27 червня стало відомо, що новий альбом отримає назву Rainier Fog і вийде 24 серпня на лейблі BMG. Група опублікувала повний список із десяти композицій, вперше показала обкладинку альбому, а також випустила другий сингл «So Far Under». 10 серпня вийшов третій сингл «Never Fade», який Вільям Дюваль присвятив своїй нещодавно померлій бабусі, загиблому фронтмену Soundgarden Крісу Корнеллу та колишньому вокалісту Alice in Chains Лейну Стейлі.
Напередодні виходу платівки 20 серпня Кантрелл і Дюваль відвідали домашній матч бейсбольної команди Сіетл Маринерс, виконавши символічний перший кидок на арені Сейфко-філд. 21 серпня Alice in Chains виступили на оглядовому майданчику вежі «Спейс-Нідл», що є символом Сіетла. 23 серпня у місцевому клубі The Crocodile Cafe пройшла дводенна виставка, на якій були представлені рідкісні фотографії та інструменти Alice in Chains, а також товари із символікою групи, що вийшли обмеженою кількістю. Нарешті, 25 серпня, наступного дня після виходу Rainier Fog, музиканти виступили на щорічному фестивалі Pain in the Grass, що проводився сіетлською рок-радіостанцією KISW в амфітеатрі Уайт-Ривер.
1 листопада побачив світ відеокліп на пісню «Never Fade», що став продовженням «The One You Know». У грудні Alice in Chains оголосили про спеціальний відеопроєкт, натхненний звучанням нової платівки. Півторагодинний науково-фантастичний серіал «Black Antenna», що складався з десяти коротких епізодів, був знятий тим самим режисером Адамом Мейсоном. Перші дві серії вийшли в березні 2019 року, а остання — 17 липня 2019 року. 26 лютого вийшло відео з текстом пісні «Rainier Fog», а 15 травня вийшов офіційний кліп на неї.
Концерти на підтримку Rainier Fog розпочалися з північноамериканського туру, що стартував у квітні 2018 року, і тривали до кінця року . У квітні 2019 року Alice in Chains відновили гастролі, виступивши в Канаді та Північній Америці . У травні та червні 2019 року пройшла європейська гілка туру, що складалася з 14 виступів, включаючи фестивалі Rock am Ring та Rock Im Park ; в якості спеціального гостя на деяких концертах виступала американська інді-рок- група Black Rebel Motorcycle Club . 18 липня 2019 року розпочався спільний тур з Korn, який завершився 4 вересня 2019 року . Після цього музиканти вирішили зробити паузу у виступах, що ознаменувала кінець "циклу Rainier Fog " .

## Відеороботи
Перший відеокліп був знятий на пісню «The One You Know», що вийшла як дебютний сингл. Режисером став Адам Мейсон. Кліп складався із двох сюжетних ліній. У першій музиканти Alice in Chains виступали у наповненій червоним кольором кімнаті. Головними героями другої були чоловік і молода дівчина, які подорожували та потрапляли у загадкові ситуації. Відеоряд супроводжувався вставками із зображенням мікроорганізмів та фрагментів зоряного пилу.
Друге відео на пісню «Never Fade» було також зняте Адамом Мейсоном і стало логічним продовженням першого. У ньому глядач побачив як членів групи, і вже знайомих героїв, які потрапляли у нові фантастичні історії. Вільям Дюваль заявив, що в найближчому майбутньому слід очікувати подальшого розвитку сюжету, що поєднував перші два кліпи.
Через місяць після виходу «Never Fade» гурт анонсував спеціальний кінопроєкт, який отримав назву «Black Antenna» (англ. Чорна антена). Адам Мейсон, який виступив у ролі продюсера та режисера, зняв півторагодинний науково-фантастичний фільм, натхненний музикою Rainier Fog. Серіал складався з десяти епізодів, кожен із яких супроводжувався окремою піснею з нового альбому. Сюжет розгортався навколо двох персонажів, знайомих за раніше випущеними кліпами Alice in Chains: Альфа та його дочка Бета, які мали неземне походження, подорожували Каліфорнією і намагалися побудувати антену, щоб передати повідомлення іншим представникам свого роду. Крім Адама Мейсона, у проєкті взяли участь актор Пол Слоун, а також продюсери Елізабет Мейсон і Нік Валлелонга, які недавно отримали два «Оскари» за фільм «Зелена книга».

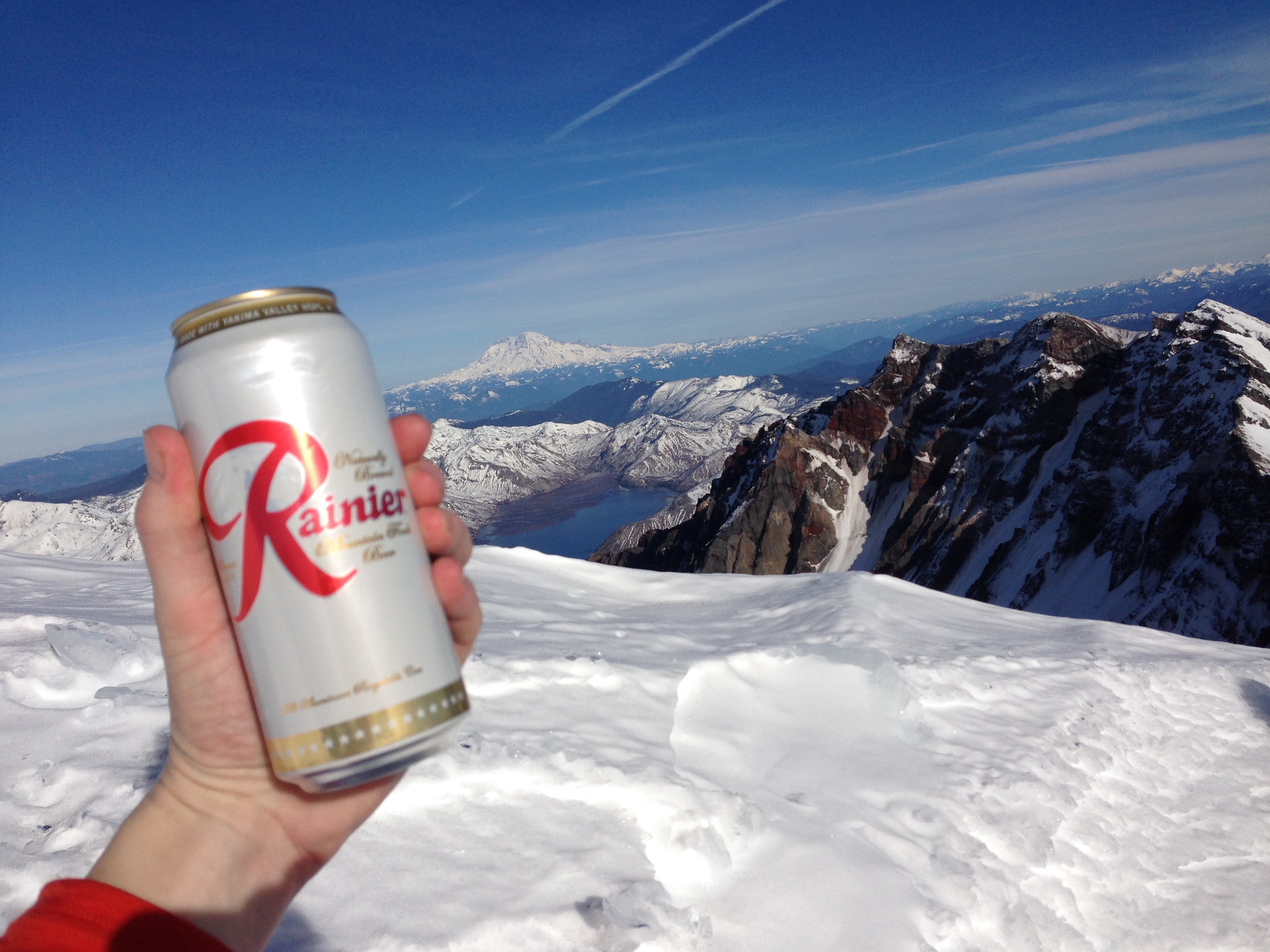
Банка пива Rainier на тлі гори Рейнір

Крім співпраці з Адамом Мейсоном, Alice in Chains продовжили традицію, що виникла ще 1995 року: перед кожним студійним альбомом гурт випускав відеоролик, де музиканти з'являлись у незвичайних образах. Першим з них став псевдодокументальний фільм The Nona Tapes, присвячений виходу третього альбому Alice in Chains (1995). Для Black Gives Way to Blue (2009) вийшов відео-прес-кіт, в якому учасники гурту були загримовані подібно до музикантів Kiss, а перед виходом The Devil Put Dinosaurs Here (2013) знялися в ролі «шанувальників» Alice in Chains у гумористичному короткометражному фільмові «AIC 23». Режисером останнього був Пітер Дарлі Міллер, який цього разу взявся за відеокліп на пісню «Rainier Fog». Музиканти зіграли безтурботних мандрівників, які випадково врізаються у виводок людиноподібних пивних пляшок і вирішують усиновити одну з них. Дурнуватий відеоряд насправді був відсиланням до вінтажних рекламних роликів місцевого пива Rainier, що транслювалися в 1970-1980-х роках.

## Комерційні показники
Альбом Rainier Fog, що вийшов 24 серпня, посів 12-е місце в основному американському хіт-параді Billboard 200, а також очолив три профільні чарти: рок-музики, хард-року та альтернативного року. За перший тиждень було продано 31 000 екземплярів платівки. Крім того, Rainier Fog став першим лонгплеєм в історії гурту, що потрапив у десятку найкращих альбомів у Великій Британії, опинившись на дев'ятому місці в британському чарті.
| Хіт-парад (2018)    | Найвища позиція |
| ------------------- | --------------- |
| Billboard 200       | 12              |
| Album Sales         | 2               |
| Alternative Albums  | 1               |
| Current Album Sales | 2               |
| Hard Rock Albums    | 1               |
| Independent Albums  | 2               |
| Tastemakers         | 1               |
| Top Rock Albums     | 1               |
| Vinyl Albums        | 3               |

| Хіт-парад (2018)                                   | Найвища позиція |
| -------------------------------------------------- | --------------- |
| Австралія Australian Albums (ARIA)                 | 15              |
| Австрія Austrian Albums (Ö3 Austria)               | 6               |
| Бельгія Belgian Albums (Ultratop Wallonia)         | 13              |
| Бельгія Belgian Albums (Ultratop Flanders)         | 32              |
| Велика Британія UK Albums (OCC)                    | 9               |
| Угорщина Hungarian Albums (MAHASZ)                 | 18              |
| Німеччина German Albums (Offizielle Top 100)       | 8               |
| Ірландія (IRMA)                                    | 20              |
| Іспанія (PROMUSICAE)                               | 32              |
| Іспанія (FIMI)                                     | 27              |
| Канада Canadian Albums (Billboard)                 | 11              |
| Нідерланди Dutch Albums (MegaCharts)               | 30              |
| Нова Зеландія (RMNZ)                               | 23              |
| Норвегія Norwegian Albums (VG-lista)               | 20              |
| Фінляндія Finnish Albums (Suomen virallinen lista) | 7               |
| Чехія Czech Albums (ČNS IFPI)                      | 28              |
| Швейцарія Swiss Albums (Schweizer Hitparade)       | 3               |
| Швеція Swedish Albums (Sverigetopplistan)          | 19              |
| Шотландія Scottish Albums (OCC)                    | 4               |
| Японія Japanese Albums (Oricon)                    | 70              |

Дебютний сингл «The One You Know» досяг дев'ятої позиції в хіт-параді Mainstream Rock Songs, а також піднявся на друге місце в чарті Hard Rock Digital Song Sales. Другий сингл «So Far Under» не потрапив в американські пісенні чарти зовсім. Третя пісня «Never Fade» замкнула десятку кращих пісень хіт-параду Hard Rock Digital Song Sales, а останній сингл гурту «Rainier Fog» розмістився в ньому на двадцятому місці.
| Хіт-парад                      | 2018               | 2018           | 2018         | 2019          |
| Хіт-парад                      | «The One You Know» | «So Far Under» | «Never Fade» | «Rainier Fog» |
| ------------------------------ | ------------------ | -------------- | ------------ | ------------- |
| Alternative Digital Song Sales | 10                 | —              | —            | —             |
| Hard Rock Digital Song Sales   | 2                  | —              | —            | —             |
| Hot Rock & Alternative Songs   | 36                 | —              | —            | —             |
| Mainstream Rock Songs          | 9                  | —              | 10           | 20            |
| Rock Airplay                   | 27                 | —              | 32           | —             |
| Rock Digital Song Sales        | 13                 | —              | —            | —             |
| Canada Rock                    | —                  | —              | 47           | —             |
| Mexico Ingles Airplay          | 40                 | —              | —            | —             |

«—» означає релізи, які не потрапили в чарт або не виходили в цій країні.

## Критичні відгуки
На батьківщині групи, у США, Rainier Fog викликав неоднозначну реакцію. Корі Гроу з журналу Rolling Stone оцінив його на дві з половиною зірки з п'яти, вважаючи, що ветерани гранжової сцени «застрягли між передачами», випустивши пісні, що не дотягують ні до творчості часів Лейна Стейлі, ні до перших альбомів з Вільямом Дювалем. Роберт Хем з американського онлайн-журналу Pitchfork теж поставив Rainier Fog невисоку оцінку (5.7 бала з 10), назвавши безнадійною спробу групи повернутися до коренів. На сайті Consequence of Sound йому надали позначку «B-», з жалем відзначивши відсутність хітів, подібних до «Man in the Box», і назвавши «хоч і не найсильнішим продуктом нової ери групи, але приємним доповненням виняткової дискографії Alice in Chains». Джейсон Рош (Blabbermouth) висловив сумніви в тому, що комусь Rainier Fog сподобається більше за інші платівки гурту, хоча й припустив, що фанати будуть раді вчергове почути майстерну гітарну гру Кантрелла та вокальний дует із Дювалем. Вільям Несбіт (PopMatters) зізнався, що хотів би почути новий Jar of Flies «з областями, раніше не нанесеними на карті, і обхідними стежками, що розкривають нові грані групи та містять незвідані сюрпризи». Водночас Браян Айвз з вебзина Loudwire назвав Rainier Fog, можливо, кращим альбомом поточного складу, а Стівен Ерлевайн з AllMusic схвально відгукнувся про «музику групи, яка пройшла через справжню м'ясорубку і тепер просто грає в своє задоволення».
У британських виданнях Rainier Fog був прийнятий більш прихильно. Так, у журналах Kerrang!, Q, NME та на сайтах Louder Sound та No Ripcord альбом оцінили на чотири зірки з п'яти. Оглядач Kerrang! назвав платівку «першокласною роботою». У журналі Q відзначили, що різноманітність не є сильною стороною музикантів, проте «вони майстерно балансують між міццю та зворушливістю, чи то акустичні фрагменти „Fly“, чи елегантний вокал а капела в „Maybe“». Джеймс Макмейхон із NME назвав Rainier Fog гідним поваги альбомом легенд гранжу та нагадуванням про те, що потрібно не просто залишатися живими, а й насолоджуватися життям. Джо Дейлі (Louder Sound) побачив у ньому нове втілення фірмового звучання, назвавши «різноманітною та глибоко емоційною колекцією пісень, яка історично розглядатиметься як поворотна точка в кар'єрі». На сайті No Ripcord вирішили відкласти на потім відповідь на питання про місце Rainier Fog у дискографії Alice in Chains, але зазначили, що, хоча його навряд чи можна було назвати безумовною класикою, по суті він був чудовим записом, обов'язковим до прослуховування. Втім, не всі британські критики залишилися задоволеними альбомом. У журналі Classic Rock написали, що гурт «іноді плутає сірість із похмурістю, не відповідаючи своїм високим стандартам». Уілл Ходжкінсон у своїй замітці в The Times взагалі оцінив Rainier Fog на дві зірки з п'яти: «Це серйозна пропозиція, але вони не додають нічого до того, що вже є».
У музичних виданнях інших країн теж не пройшли повз нову платівку. У канадському журналі Exclaim! альбом отримав оцінку 7 з 10: «У той час, як запис містить все, що очікують фанати Alice in Chains, на ньому не відчувається втоми та несмаку, властивих багатьом класичним рок-групам на цьому етапі своєї кар'єри», — зазначив Джо Сміт-Енгельгардт. В онлайн-журналі Spill Magazine, що базується в Торонто, Rainier Fog отримав найвищу оцінку — п'ять зірок, а також позначку «Вибір редактора». Геррод Харріс назвав його «бездоганною платівкою, в якій унікальний артистизм поєднується із сучасним роком, а еклектична кар'єра плавно повертається до своєї вихідної точки з альбомом, що знаходиться в центрі двох неймовірних розділів в історії Alice in Chains». Кріс Фамілтон з австралійського сайту The Music надав платівці чотири зірки, помітивши, що гурт «знайшов спосіб зберігати актуальність, витонченість та розв'язність з кожним новим випущеним альбомом, залишаючись еталоном у світі хард-року». В індонезійському щоденнику The Jakarta Post Rainier Fog назвали найкращою роботою «ери Дюваля», не лише завдяки майстерно написаним пісням, а й через винахідливе використання можливостей свого незмінного фронтмена та нового вокаліста. На музичному сайті Metal Storm, що має естонське коріння, альбом назвали добрим, але й тільки: «Щоб новий альбом Alice in Chains став чудовим, треба зробити вибір між наслідуванням часів колишньої слави та пошуком власної індивідуальності».

## Нагороди та номінації
Вперше з 2010 року альбом Alice in Chains був висунутий на здобуття премії «Греммі» у категорії «Найкращий рок-альбом». Ця номінація стала дев'ятою для групи, причому попередні вісім не принесли заповітну статуетку у вигляді грамофону. Не стала винятком і 61-ша церемонія «Греммі», яка відбулася 10 лютого 2019 року у лос-анджелеському Стейплс-центрі. Група вчергове поступилася, тепер — американським рокерам Greta Van Fleet та їх альбому From the Fires. Проте дев'ята поспіль поразка Alice in Chains не зробила з них «головних невдах» премії. Станом на 2019 рік, антирекордсменом за кількістю номінацій залишався співак Брайан Макнайт, на рахунку якого було 17 номінацій. Rainier Fog також увійшов до п'яти кращих альбомів альтернативного металу за версією онлайн-журналу Metal Storm. За результатами голосування Alice in Chains обішли інших претендентів — нові роботи Antimatter, Madder Mortem, Джонатана Девіса та Vôdûn — і стали володарями премії Metal Storm Awards 2018.
Rainier Fog став одним з найочікуваніших альбомів 2018 року за версією читачів сайту Ultimate Guitar, посівши друге місце у відповідному опитуванні та поступившись платівці Tool, яка мала вийти після дванадцятирічної перерви. У журналі Kerrang! його помістили на 18 місце у списку «50 альбомів, які вразили 2018 рік». Редактори назвали 10 пісень «занадто повними життя, щоб бути простим пастишем минулих часів», а «All I Am» — «красивим емоційним закінченням одного з найкращих альбомів у кар'єрі». За підсумками 2018 року Rainier Fog увійшов до числа 50 найкращих альбомів за версією журналу Metal Hammer, посівши у списку 25 місце. За результатами читацького голосування він піднявся ще вище — на 11 позицію. В онлайн-журналі Loudwire платівка посіла 8 місце у списку «30 найкращих хард-рокових альбомів року». За словами редактора Джо Дівіта, «туманна» назва ідеально передавала атмосферу шостого повнометражного альбому Alice in Chains: «Хоча зрідка крізь нього пробиваються сонячні промені (див. „Never Fade“), загалом цей запис є 53 хвилинами сутінку, подібного до сірих хмар над рідним Сіетлом».